# تاتونگ
تاتونگ (انگلیسی: Tatung Company) شرکت رایانه‌ای تایوانی است، که در سال ۱۹۶۲ تأسیس شد.